# 星谷寺 (徳島県勝浦町)
星谷寺（しょうこくじ）は、徳島県勝浦郡勝浦町星谷にある、高野山真言宗の寺院で別名は星の岩屋。本尊は十一面観音。四国八十八箇所第19番札所立江寺の奥の院である。
阿波秩父観音霊場の第7番札所。東山渓県立自然公園指定。阿波勝浦八景。

## 歴史
792年（延暦11年）に空海が創建したと伝わる。現在は無住の寺院で鶴林寺が管理している。

## 星の岩屋
里にある本寺より北へ約2.6 km、小型普通自動車でギリギリの道を上がった場所にあり、境内へ斜めに上がって行く細い参道の手前約200mに数台の駐車スペースがある。
当所には次のようないわれがある。その昔、人々に災禍をなしていた悪星を空海（弘法大師）が法力で地上に引き下ろしてこの岩屋に封じこめたところ、悪星が石と化したため、この石を祀ったといわれている。
境内には星の落下にまつわる伝説があり数基の祠や石仏が祀られている岩屋の中から見ることから裏見の滝とも呼ばれる不動之滝があり、その岩の外壁には「瀧之不動尊」と呼ばれる不動明王が刻まれている。岩屋禅学堂から約30 mほど上がった裏山の岩場には「定ヶ窟不動尊（天井の不動）」が刻まれている。樹齢約450年の朽ちかけた樟の木の巨木の裏側には「樟ノ木不動尊」が、また、道路脇の不動之滝の下流にある洗心之滝の横には「先心之滝不動尊」石仏がある。
なお星の岩屋の納経及び御影の授与は鶴林寺にて行なっている。
- 本堂：本尊十一面観音坐像が拝顔できる。
- 大師堂：弘法大師像が拝顔できる。両脇に大黒天と白髭稲荷大明神を祀る。
- 岩屋禅学堂
- 庫裡
- 裏見の滝

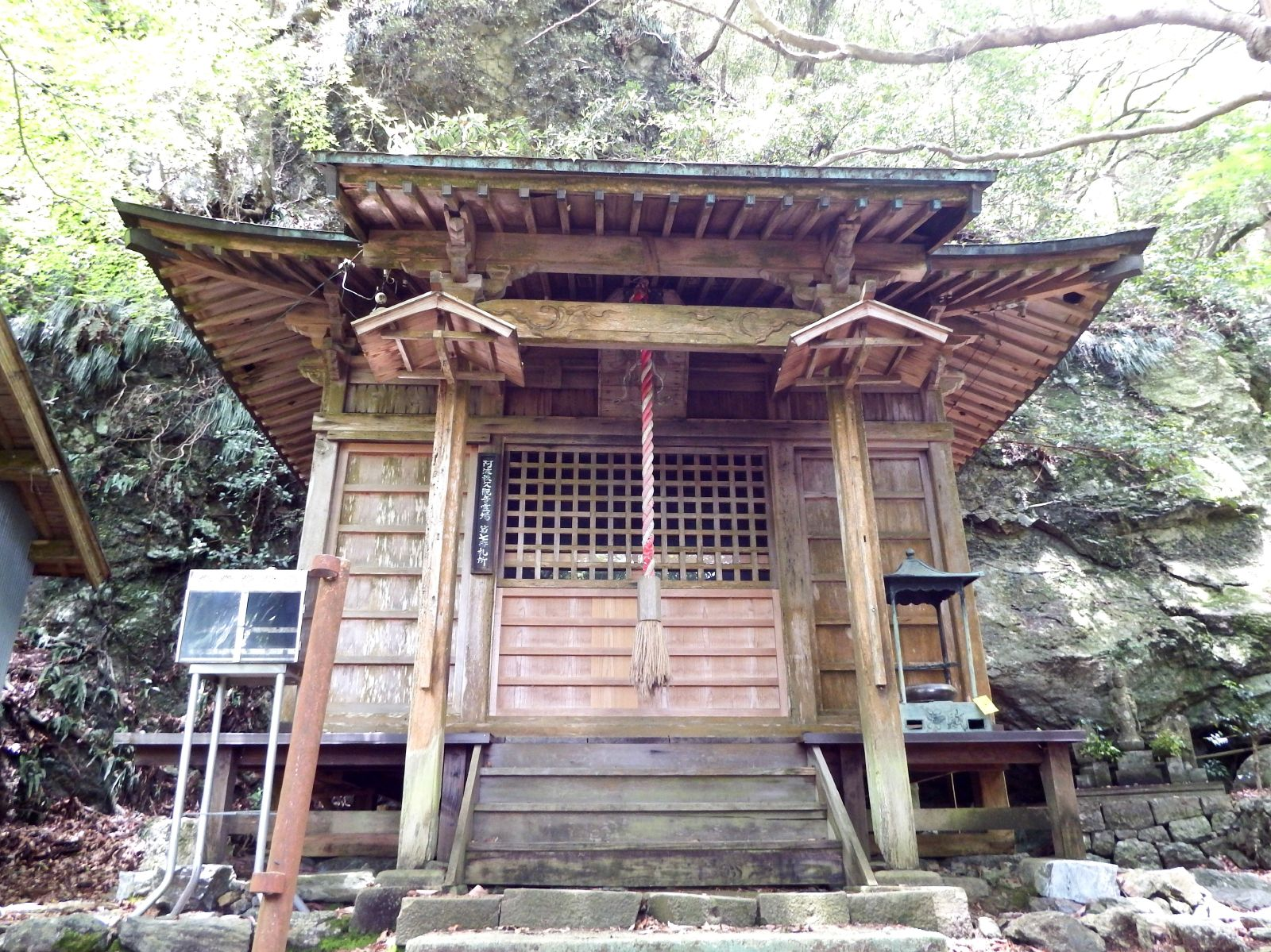
本堂
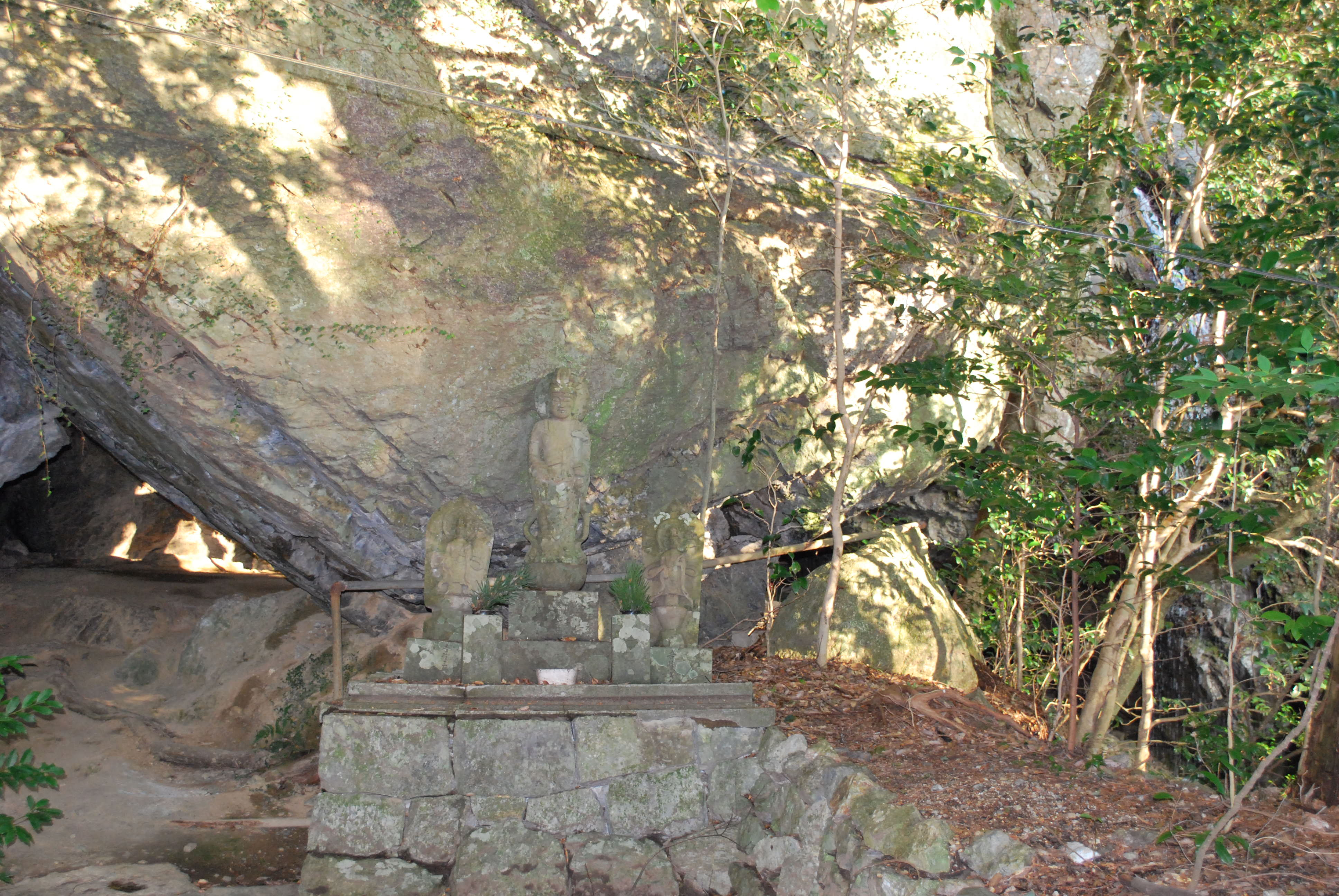
星の岩屋
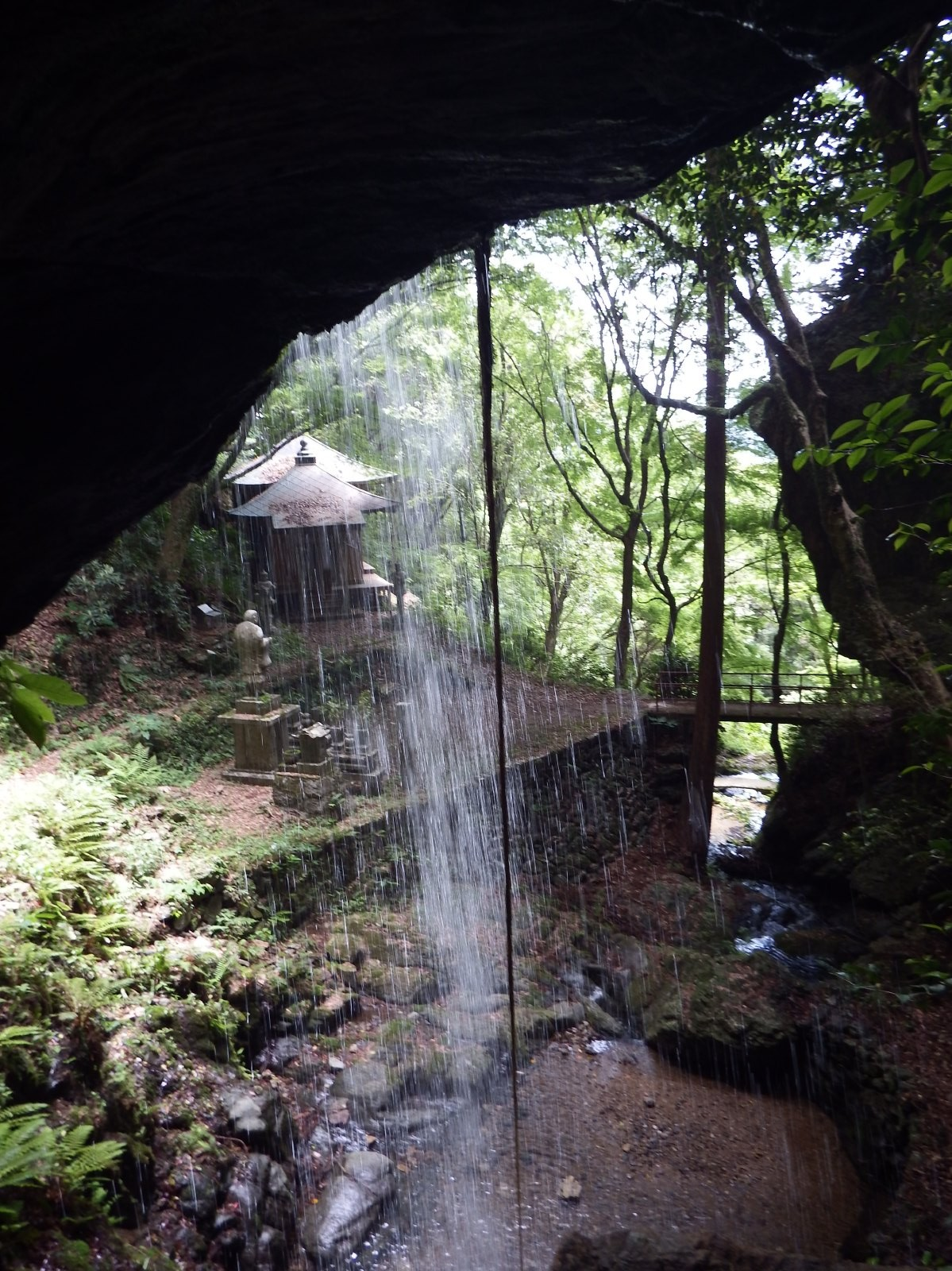
裏見の滝と大師堂
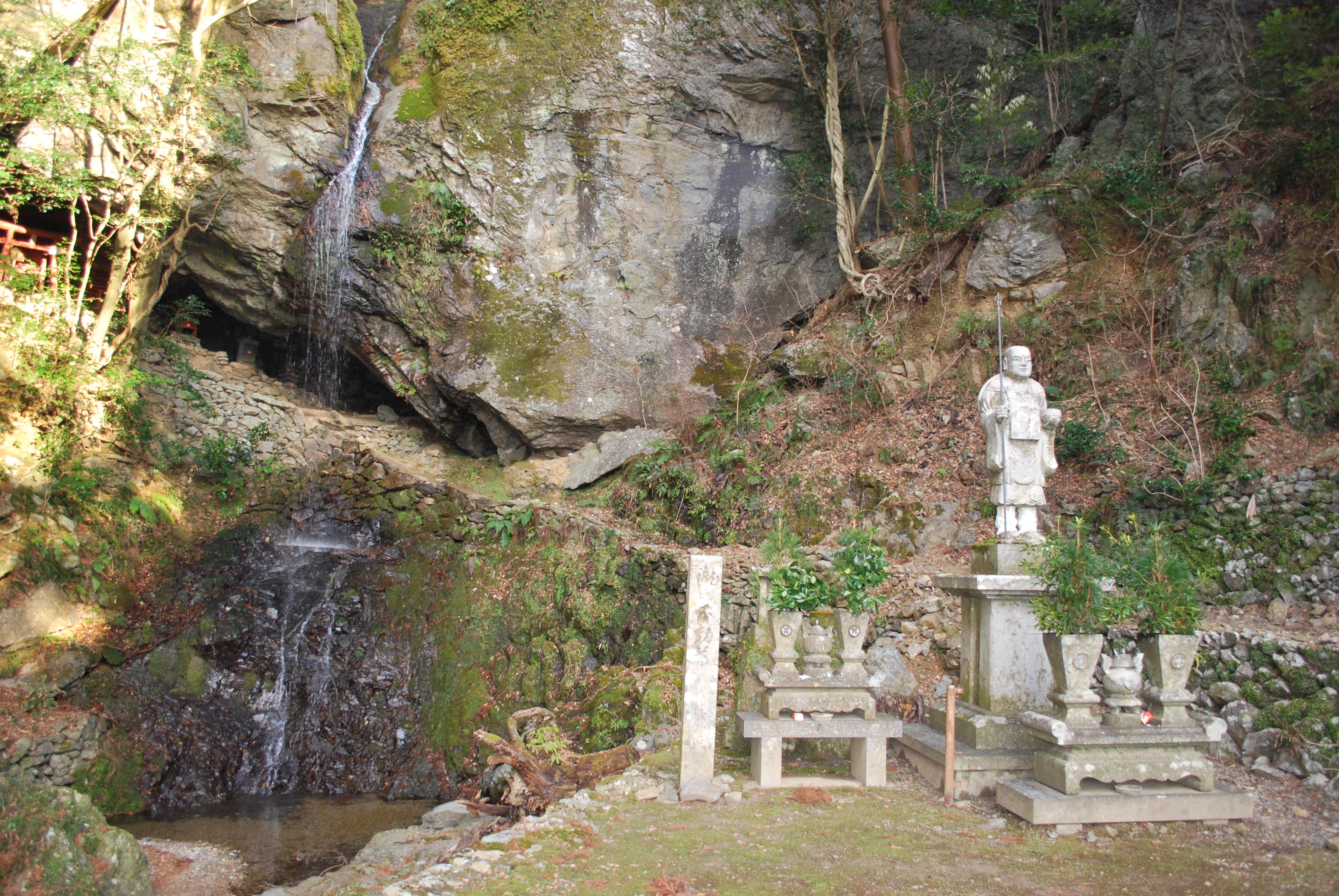
不動之滝
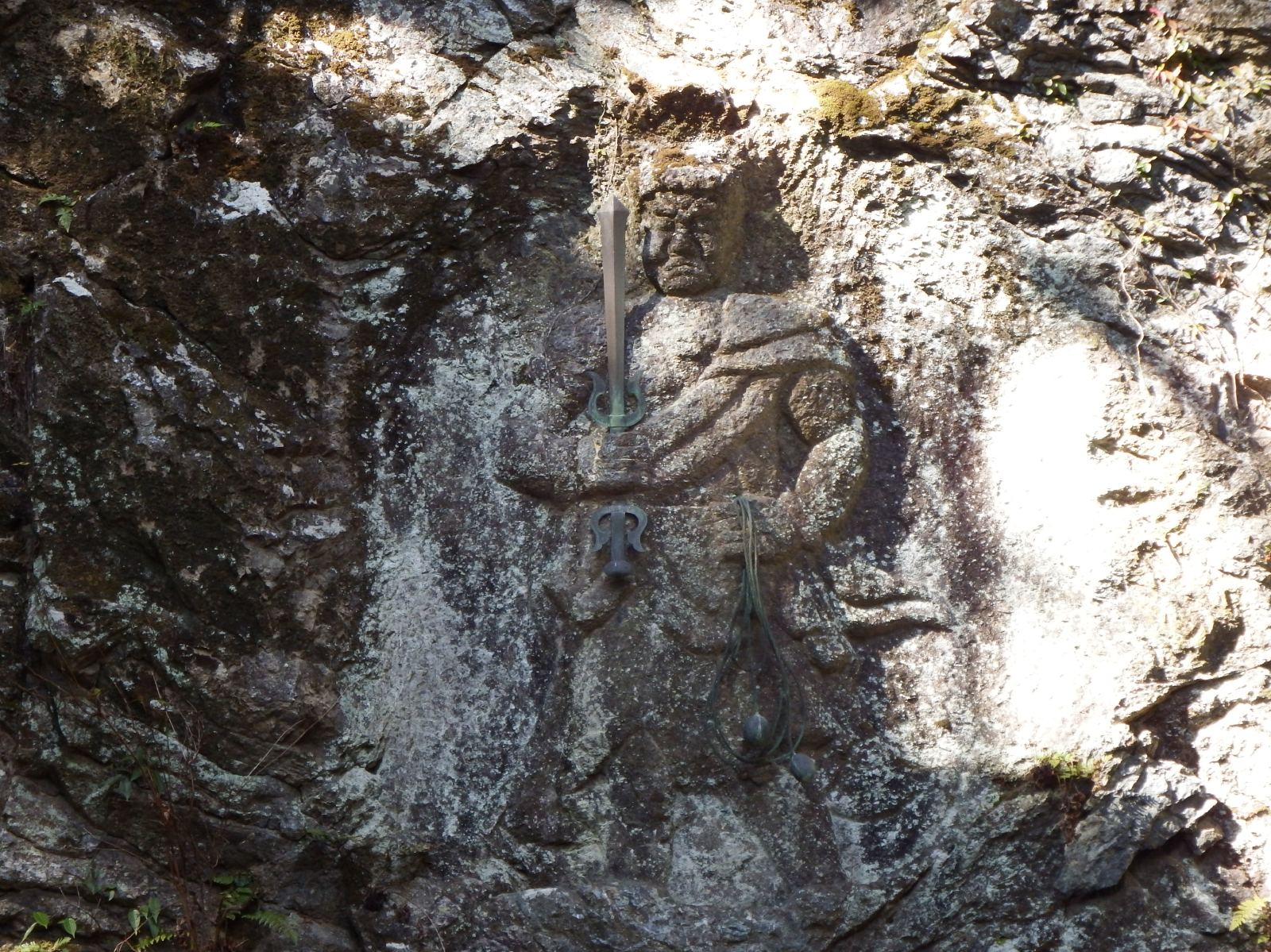
瀧之不動尊
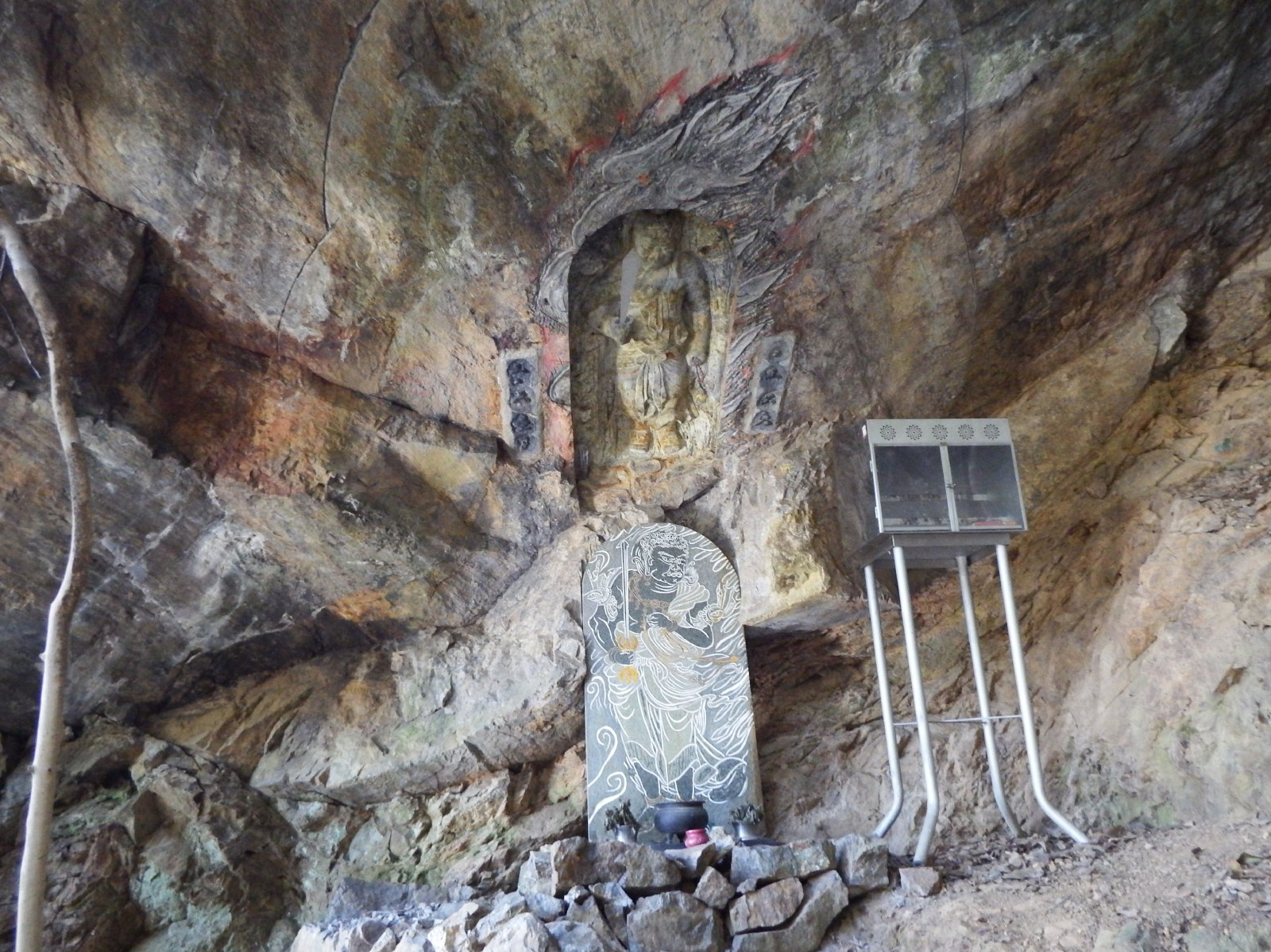
定ヶ窟不動尊
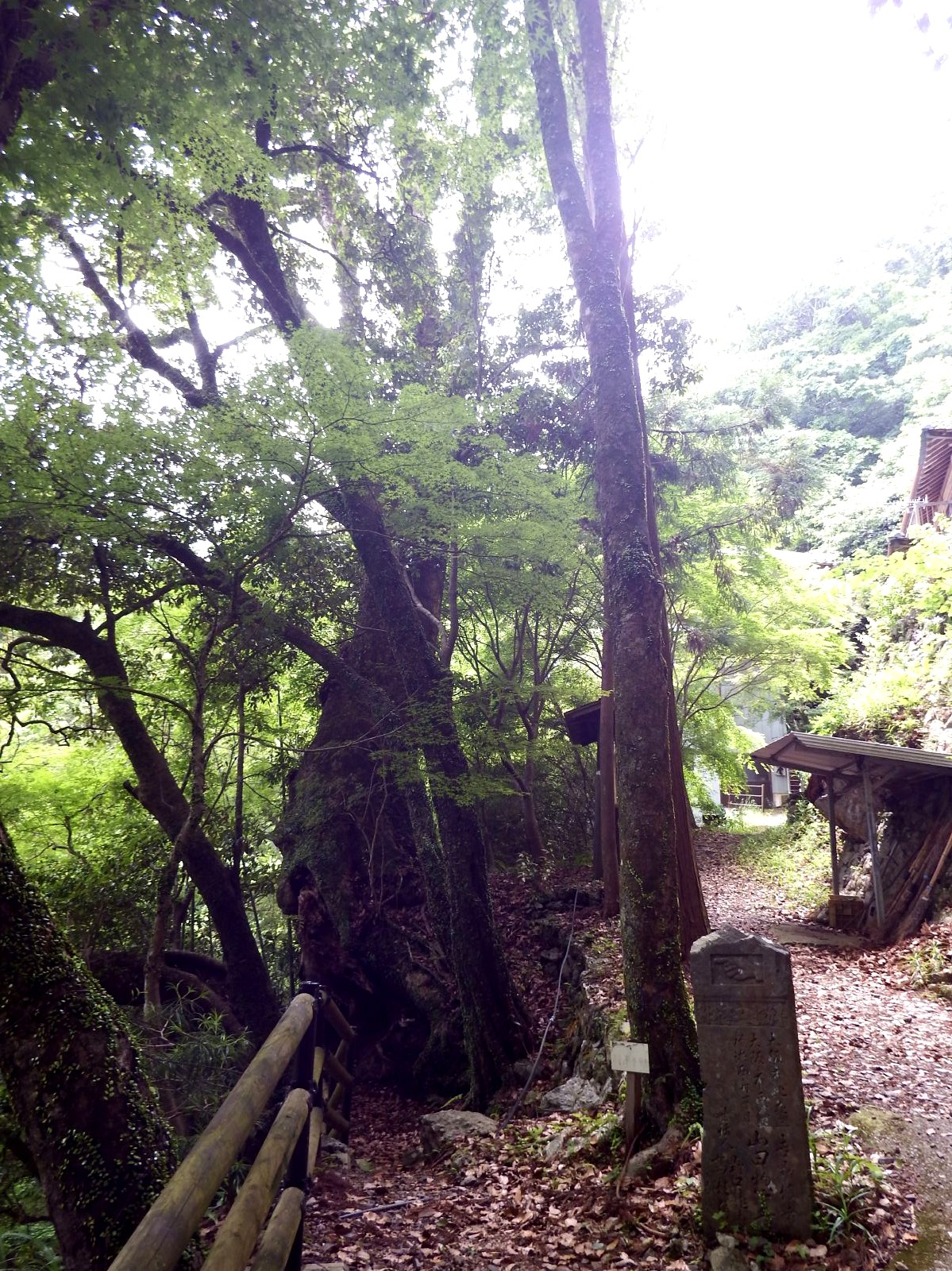
樟ノ木の巨木
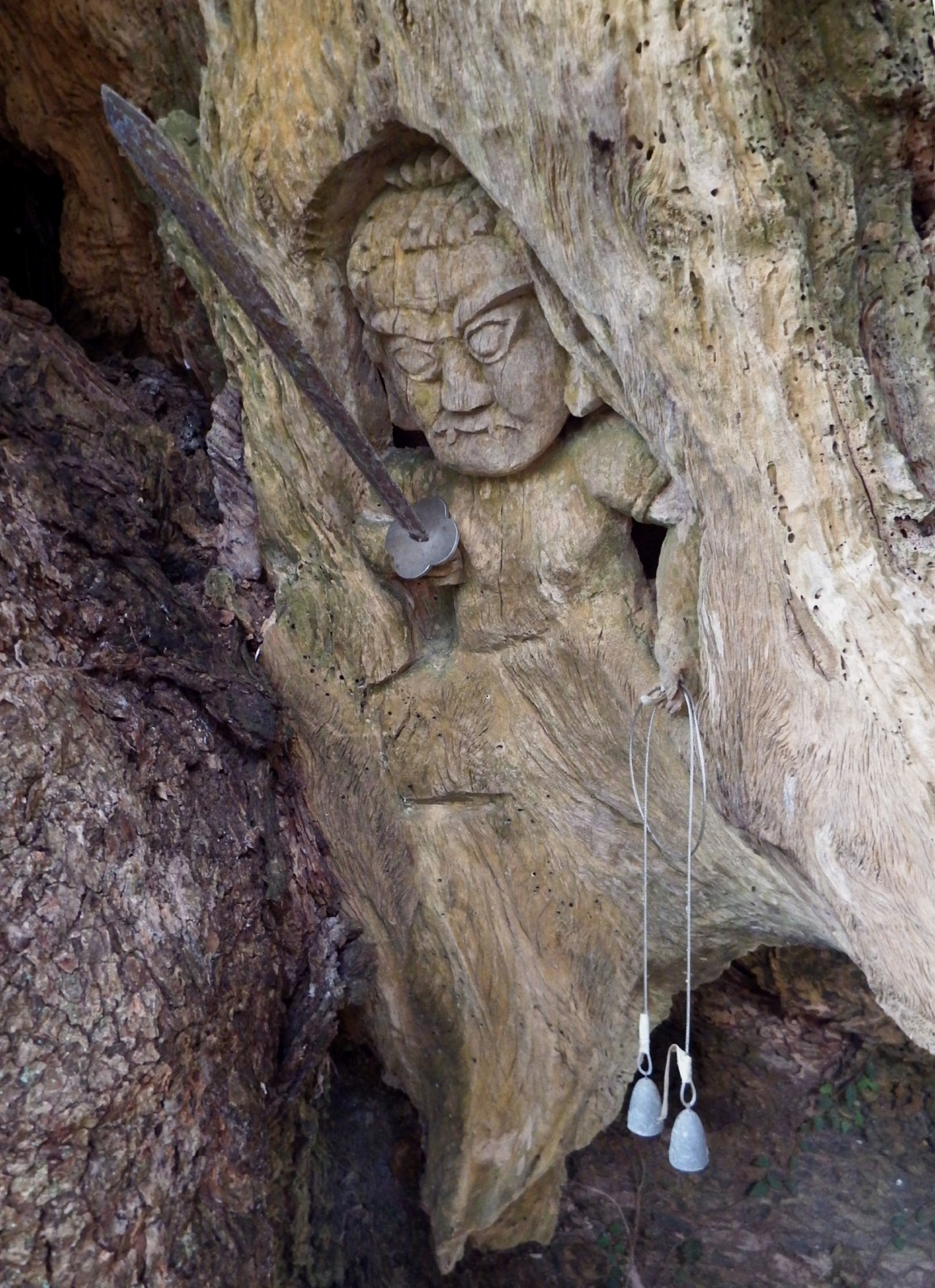
樟ノ木不動尊
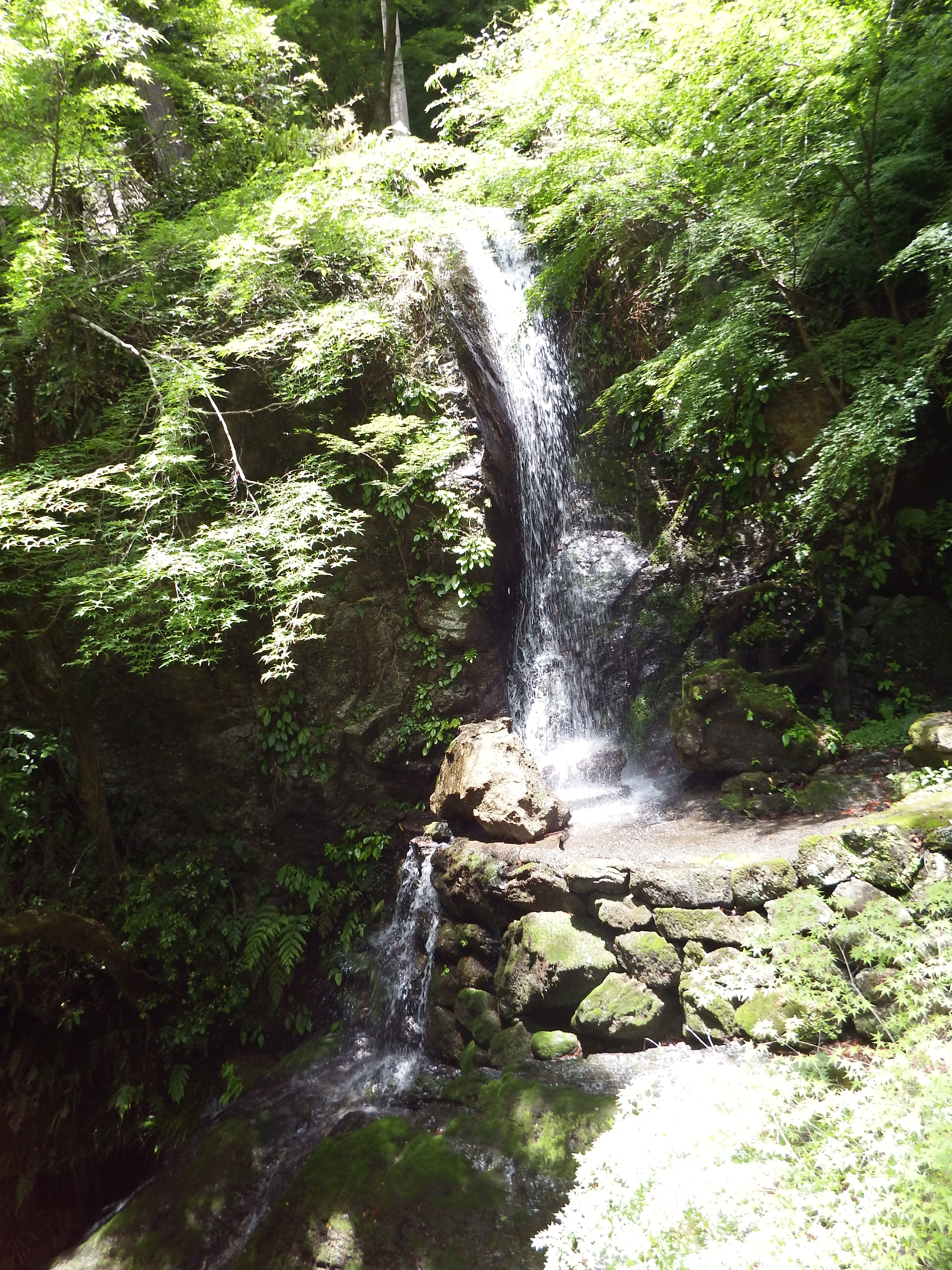
洗心之滝
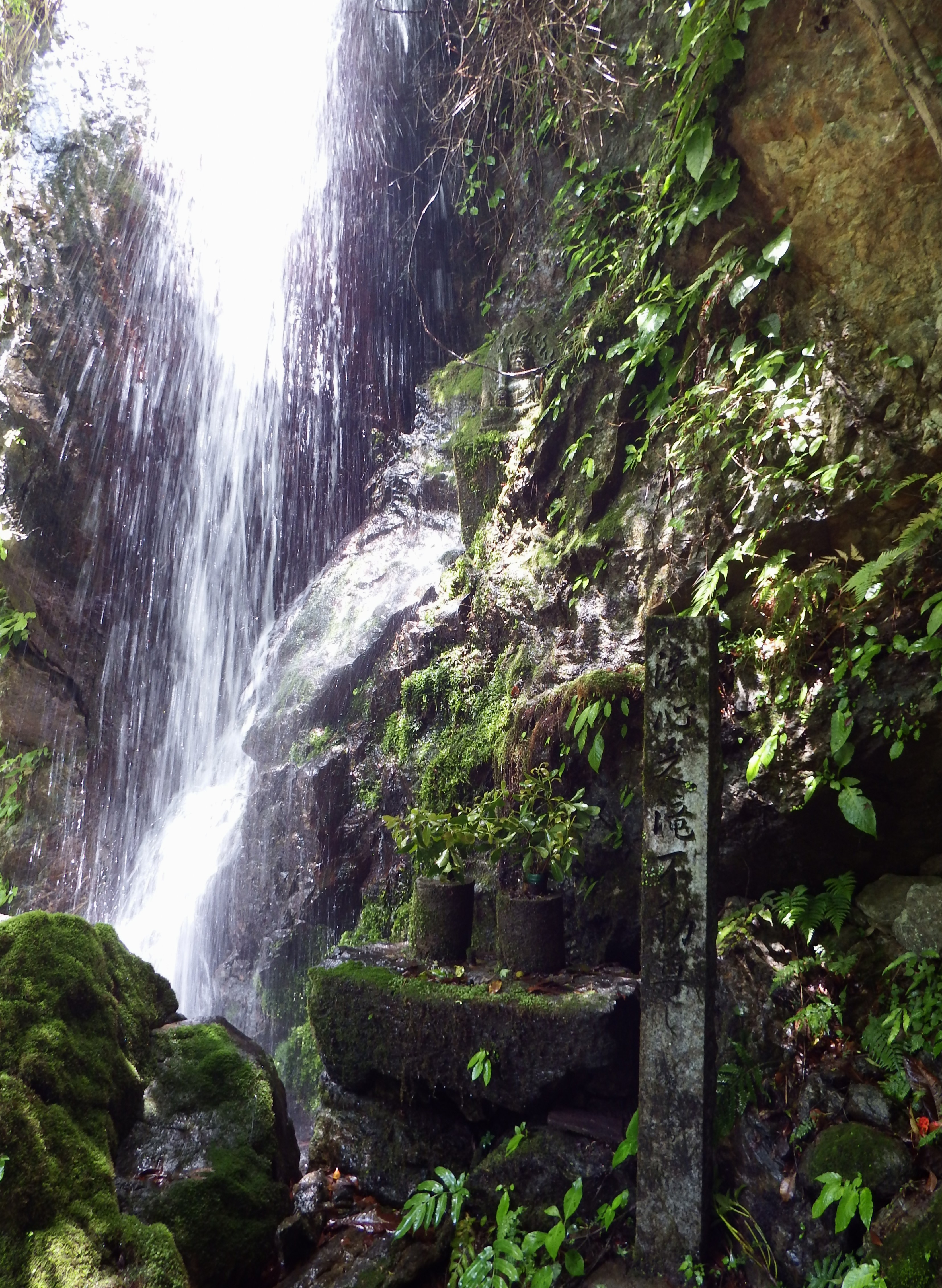
洗心之滝不動尊

## 仏陀石
星の岩屋からさらに西へ約1.4 km行った車道から石段を約20 m下ったところにある。現地看板によると、弘法大師が当地に巡錫のおり、山上に光輝くものを見て、翌日その山に登ったところ高さ百数十メートルの巨岩の上に両界の諸仏が現れ光輝く様を見た大師は歓喜し人々に信仰をすすめた。これを縁起に後世の人々が巨岩の上に73体の石仏を刻んで安置した。
また仏陀石の納経は妙音寺と法性寺で行なっている。
- 仏蹟山 仏石庵：阿波秩父観音霊場の番外が、仏陀石の反対側の道路に面したところにある。

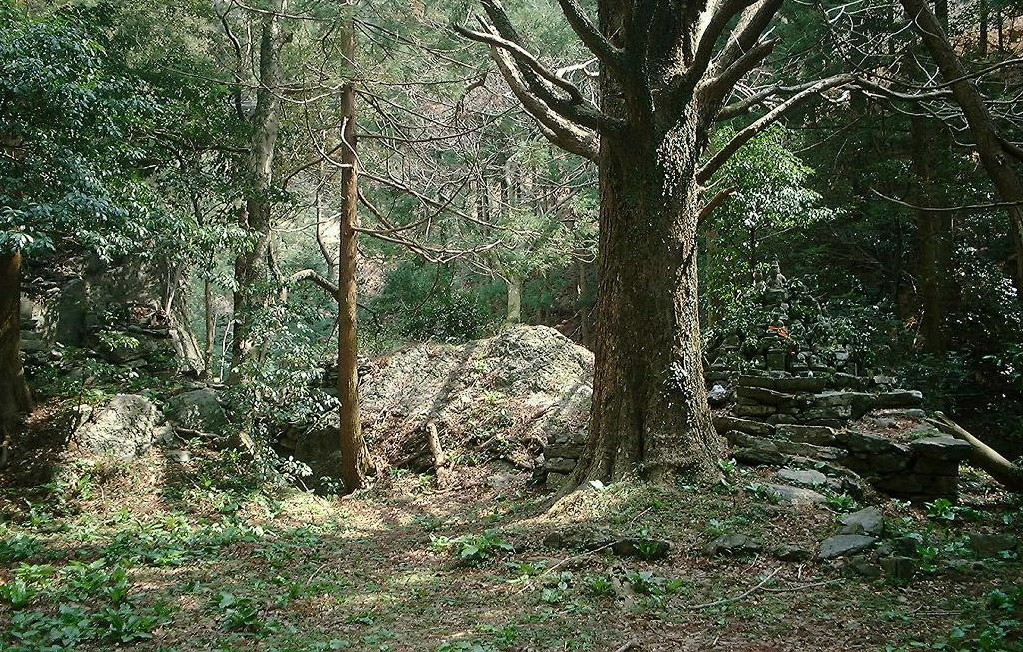
仏陀石周辺
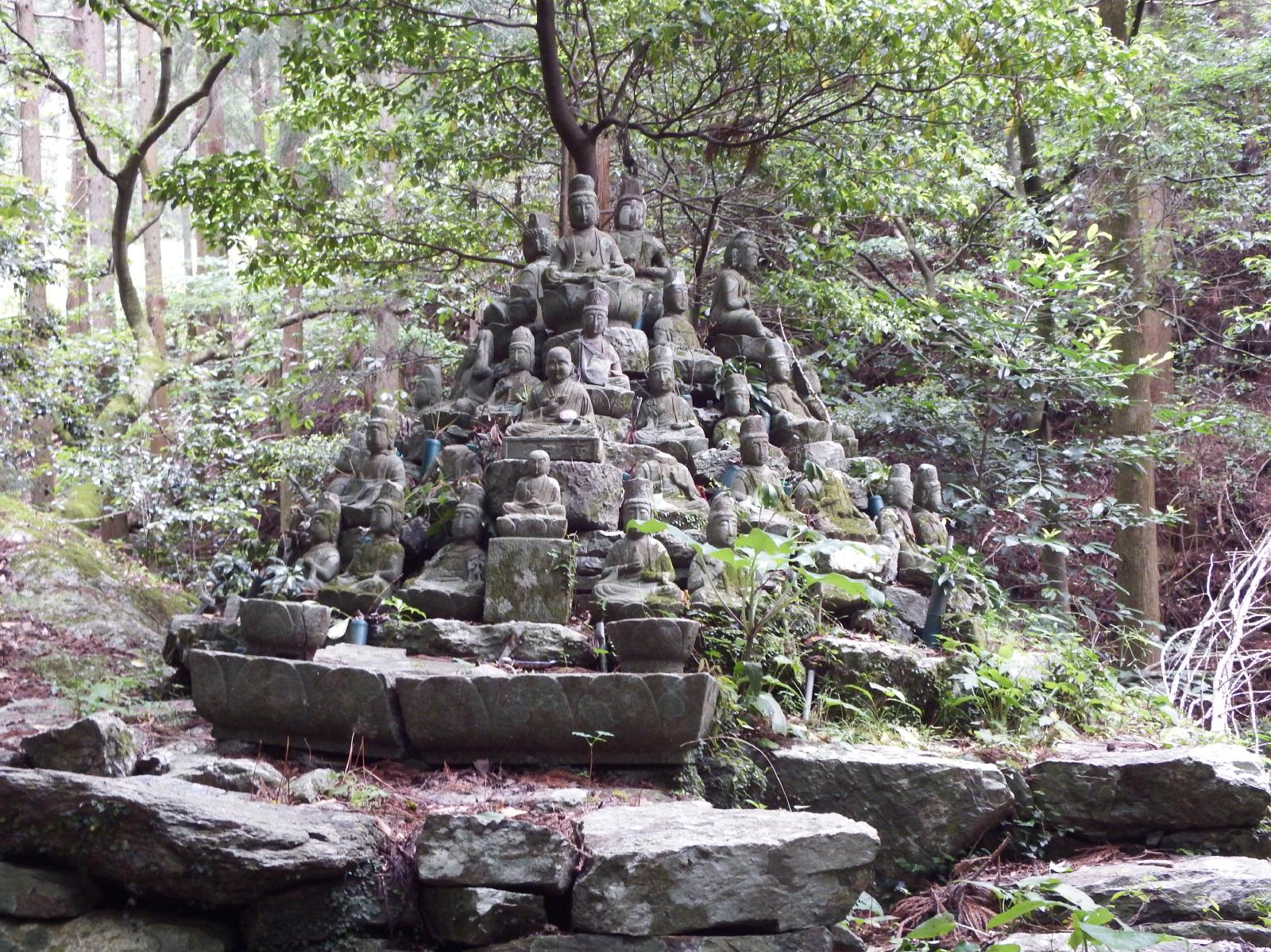
仏陀石
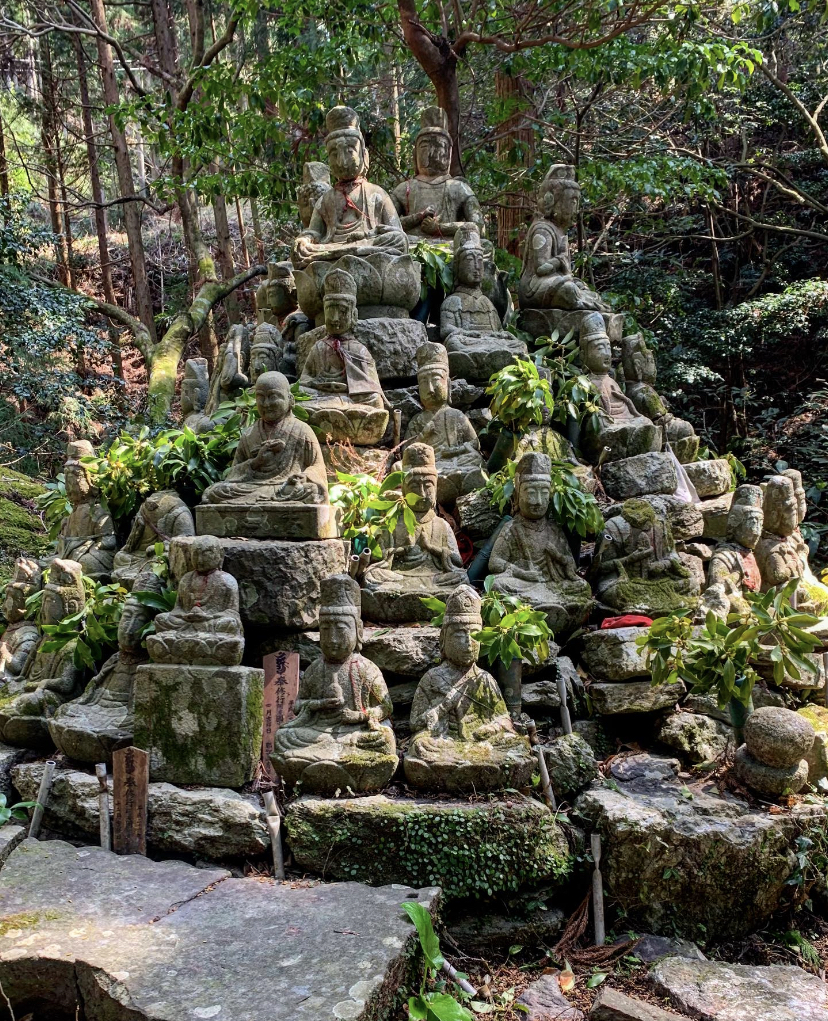
仏陀石
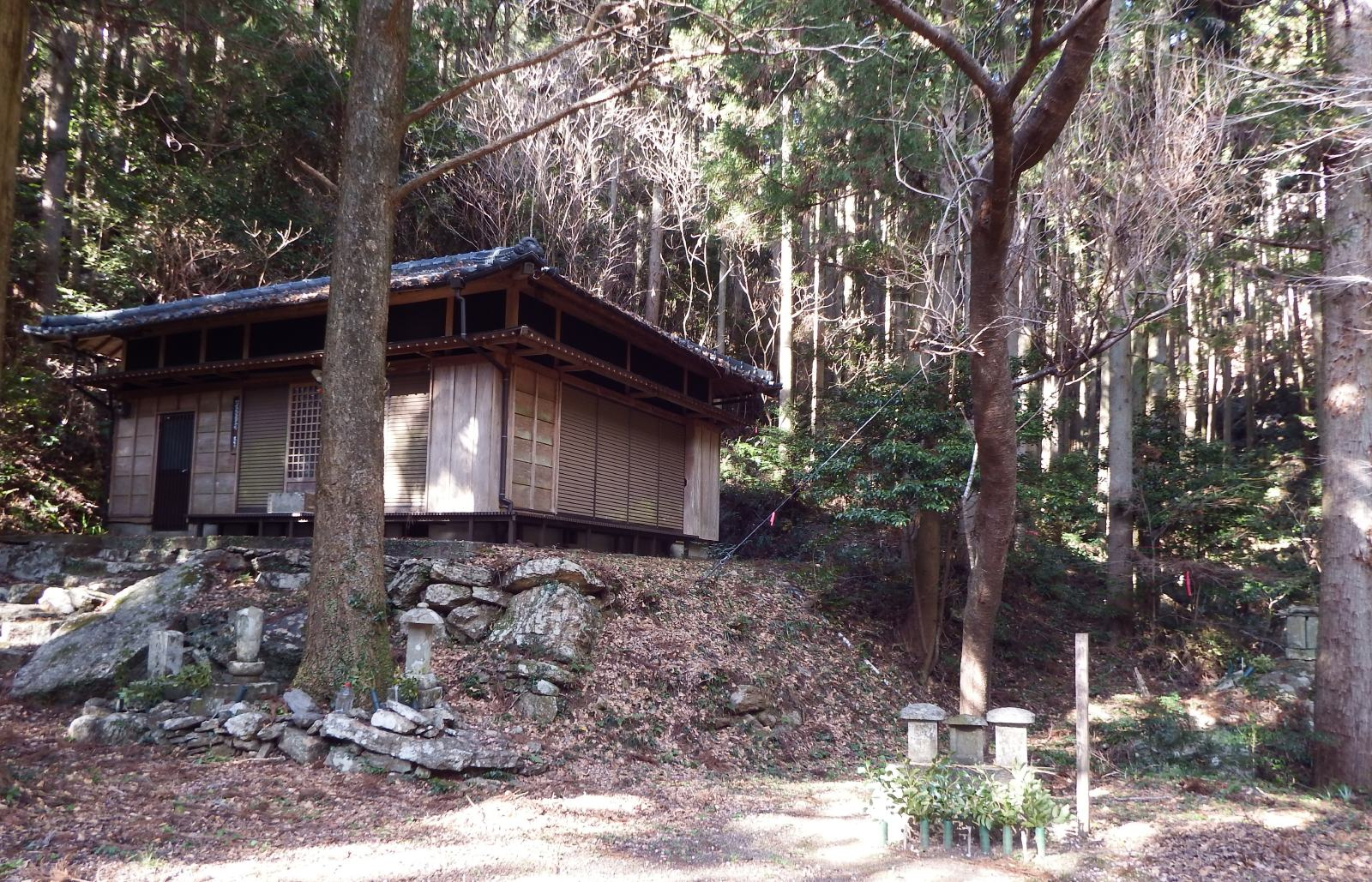
仏石庵

## 前後の札所
四国八十八箇所
19 立江寺 -- 19番奥の院 星谷寺 -- 20 鶴林寺
阿波秩父観音霊場
06 妙音寺 -- 07 星岩寺　--　番外 仏石庵  -- 08 観音寺

## 交通
- JR徳島駅より徳島バス勝浦線「中角」下車、徒歩40分または車で10分。
- 徳島自動車道 徳島ICから国道11号・国道55号、徳島県道16号徳島上那賀線等を小松島市方面へ車で25 km。